# Recording Industry Association of Japan
Recording Industry Association of Japan (jap. 日本レコード協会 Nihon Rekōdo Kyōkai; w skrócie RIAJ) – zrzeszenie japońskich wydawców muzyki. Zostało założone w 30 kwietnia 1942 roku jako Japan Phonogram Record Cultural Association, a obecną nazwę przyjęło w 1969 roku. Utworzono je w celu reprezentacji japońskiego przemysłu muzycznego. Od lat 40. XX wieku pełni wiodącą rolę w rozwoju i ekspansji japońskiej kultury muzycznej.

Logo

W spełnianiu tejże misji mającej na celu rozwój i poprawę japońskiej kultury muzycznej, RIAJ jest aktywne na wielu polach – w promowaniu popytu i tworzeniu nowych nagrań; w celu zwiększenia ochrony praw autorskich; w celu zapewnienia właściwego wykorzystania nagrań; do prowadzenia badań, zebrania informacji z dokumentów i upowszechniania materiałów dotyczących ewidencji przemysłu; i innych działań mających na celu utrzymanie wytrzymałości i integralności branży. Jednocześnie, jako agencja do spraw kultury, RIAJ jest odpowiedzialne za gromadzenie i dystrybucję wtórnych opłat wykorzystanych zapisów handlowych, nadawania licencji oraz wynagrodzeń z wypożyczania albumów oraz innych form nośników danych.
Działalność RIAJ uwzględnia promowanie rynku muzycznego, egzekwowanie praw autorskich oraz badania związane z japońskim przemysłem muzycznym. Corocznie publikuje RIAJ Year Book oraz statystyczne podsumowanie każdego roku sprzedaży muzyki.
RIAJ, z główną siedzibą w Minato (Tokio), zrzesza firmy członkowskie oraz członków stowarzyszonych i wspierających. Niektóre firmy członkowskie są japońskimi oddziałami międzynarodowych korporacji z siedzibą w innym miejscu.
Związek jest odpowiedzialny za przyznawanie wyróżnień złotej, platynowej i diamentowej płyty singlom, albumom, DVD oraz teledyskom w Japonii.

## Dzieje
| Rok     | Historia | Źródło |
| ------- | --- | ------ |
| 1942 r. | 30 kwietnia utworzono Japan Phonogram Record Cultural Association. | [ 3 ]  |
| 1944 r. | W marcu stowarzyszenie przemianowano na Music Disc Association of Japan. | [ 3 ]  |
| 1949 r. | W kwietniu zrzeszenie wydawców zmieniło nazwę na Phonogram Record Association. | [ 3 ]  |
| 1956 r. | W czerwcu wypuszczono miesięczny biuletyn The Record na temat rekordów fonografii. | [ 3 ]  |
| 1957 r. | W marcu ugrupowanie stało się narodową grupą wydawców fonografii – the Japanese National Group of IFPI.                                                                               | [ 3 ]  |
| 1957 r. | W listopadzie dzień 3 listopada został ustanowiony jako „Dzień dywidendy”. Tego samego miesiąca został odnotowany pierwszy festiwal zapisów rekordów fonograficznych.                 | [ 3 ]  |
| 1969 r. | W kwietniu przemianowano stowarzyszenie na Recording Industry Association of Japan.                                                                                                   | [ 3 ]  |
| 1971 r. | W marcu stowarzyszenie zostało wyznaczone jako organ kolegialny administracji do wtórnego wykorzystania opłat za muzykę.                                                              | [ 3 ]  |
| 1985 r. | W lutym stowarzyszenie zostało wyznaczone jako organ kolegialny administracji dotyczącej wynagrodzenia za najem rekordu sprzedaży fonografii.                                         | [ 3 ]  |
| 1985 r. | W czerwcu uzgodniono rozdzielczość wynajmu rekordu sprzedaży fonografii przez Record Rental Association of Japan (dzisiejszy Compact Disc & Video Rental Trade Association of Japan). | [ 3 ]  |
| 1987 r. | W marcu odbyła się pierwsza gala Japan Gold Disc Award. | [ 3 ]  |
| 1987 r. | We wrześniu zostało ustalone Nihon Record Fukyu. | [ 3 ]  |
| 1989 r. | W marcu rozpoczęto dokumentować certyfikację złotych albumów. | [ 3 ]  |
| 1992 r. | W styczniu odbyła się pięćdziesiąta rocznica stowarzyszenia. | [ 3 ]  |
| 1993 r. | W marcu ugrupowanie zostało członkiem SARAH. | [ 3 ]  |
| 1993 r. | W kwietniu utworzono Fundację Promocji Przemysłu Muzycznego i Kultury z siedzibą w IFPI.                                                                                              | [ 3 ]  |
| 1999 r. | W marcu stowarzyszenie zostało członkiem SARVH. | [ 3 ]  |
| 1999 r. | W październiku odbyła się setna rocznica prawa autorskiego (Held Asia/Pacific Regional Copyright and New Technology Forum).                                                           | [ 3 ]  |
| 2002 r. | W kwietniu odbyła się sześćdziesiąta rocznica stowarzyszenia. | [ 3 ]  |
| 2010 r. | W kwietniu ugrupowanie stało się Ogólnym Stowarzyszeniem Rejestrującym Fonografię. | [ 3 ]  |
| 2012 r. | W kwietniu odbyły się obchody siedemdziesiątej rocznicy stowarzyszenia. | [ 3 ]  |

## Japan Gold Disc Award
RIAJ założyło w 1987 roku galę Japan Gold Disc Award w celu wręczenia wyróżnień i uhonorowania artystów z największą liczbą sprzedanych albumów czy singli w danym roku. Nagrody przyznawane są artystom i produktom muzycznym, które miały ogromny wkład w rozwój przemysłu muzycznego w poszczególnych latach lub zostały uznane na podstawie obiektywnych kryteriów sprzedaży.

## The Record
Publikacja informacji na temat przemysłu muzycznego odbywa się poprzez miesięczny biuletyn The Record, który został po raz pierwszy opublikowany w 1956 roku. Jest to rocznik obejmujący różne rodzaje danych związanych z branżą nagraniową w danym roku i RIAJ na stronie internetowej.

## Certyfikaty

### Nowe kryteria
Obecnie wszystkie wydawnictwa muzyczne, w tym single, albumy, single digital download znajdują pod tymi samymi kryteriami. W przeciwieństwie do wielu krajów, najwyższe wyróżnienie nie nazywa się diamentowa płyta, czy platynowa płyta, ale "Milion".
| Wartości progowe dla przyznania certyfikatu | Wartości progowe dla przyznania certyfikatu | Wartości progowe dla przyznania certyfikatu | Wartości progowe dla przyznania certyfikatu | Wartości progowe dla przyznania certyfikatu | Wartości progowe dla przyznania certyfikatu |
| Złota płyta                                 | Platynowa płyta                             | 2×platynowa płyta                           | 3×platynowa płyta                           | Milion                                      | Multi-Milion                                |
| ------------------------------------------- | ------------------------------------------- | ------------------------------------------- | ------------------------------------------- | ------------------------------------------- | ------------------------------------------- |
| 100 000                                     | 250 000                                     | 500 000                                     | 750 000                                     | 1 000 000                                   | 2 000 000+                                  |

### Stare kryteria (do czerwca 2003)
Przed ujednoliceniem kryteriów i wprowadzeniem kategorii teledysków w lipcu 2003 roku, oddzielna skala była wykorzystywana dla świadectwa uzyskania nagrody.
| Typ            | Format        | Wartości progowe dla przyznania certyfikatu | Wartości progowe dla przyznania certyfikatu | Wartości progowe dla przyznania certyfikatu | Wartości progowe dla przyznania certyfikatu | Wartości progowe dla przyznania certyfikatu | Wartości progowe dla przyznania certyfikatu | Wartości progowe dla przyznania certyfikatu |
| Typ            | Format        | Złota                                       | Platynowa                                   | 2×platynowa płyta                           | 3×platynowa płyta                           | 4×platynowa płyta                           | Milion                                      | Multi-Milion                                |
| -------------- | ------------- | ------------------------------------------- | ------------------------------------------- | ------------------------------------------- | ------------------------------------------- | ------------------------------------------- | ------------------------------------------- | ------------------------------------------- |
| Krajowe        | Albumy/single | 200 000                                     | 400 000                                     | 800 000                                     | 1 200 000                                   | 1 600 000                                   | 1 000 000                                   | 2 000 000+                                  |
| Międzynarodowe | Albumy        | 100 000                                     | 200 000                                     | 400 000                                     | 600 000                                     | 800 000                                     | 1 000 000                                   | 2 000 000+                                  |
| Międzynarodowe | Single        | 50 000                                      | 100 000                                     | 200 000                                     | 300 000                                     | 400 000                                     | 1 000 000                                   | 2 000 000+                                  |

### Cyfrowe certyfikaty
Certyfikaty dla piosenek i albumów wydanych cyfrowo zaczęto przyznawać 20 września 2006 roku, wykorzystuje się dane pobrań zbierane od początku 2000 roku. Od 2006 roku do 2013 roku istniały trzy kategorie certyfikatów: Chaku-uta(R) (jap. 着うた(R); pl. „Dzwonek”), Chaku-uta Full (jap. 着うたフル（R）) (tj. pobieranie na telefon) i PC Haishin (jap. PC配信) dla utworów zakupionych przez strony, takie jak iTunes. W styczniu 2014 roku kategorie Chaku-uta, Chaku-uta Full i PC Haishin (single) zostały połączone w celu utworzenia kategorii Single Track (jap. シングルトラック).

### Streaming
Od kwietnia 2020 roku RIAJ zaczął certyfikować utwory na podstawie odtworzeń (streaming).